# Beipiaopterus
Beipiaopterus (лат.) — род птерозавров из подсемейства Ctenochasmatinae семейства ктенохазматид с единственным видом Beipiaopterus chenianus. Ископаемые остатки  найдены в нижнемеловых отложениях (барремский — нижний аптский ярусы, 129,4—122,46 млн лет назад) формации Исянь, Китай. 
Название роду дал Люй Цзюньчан в 2003 году. Родовое наименование происходит от названия города Бэйпяо в провинции Ляонин, с добавлением латинизированного греческого слова pteron, крыло. Видовое название дано в честь китайского палеонтолога, профессора Чэнь Пэйцзи.
Единственный вид основан на голотипе BPM 0002 — разбитом частичном скелете неполовозрелой особи на каменной плите, без черепа. Образец включает в себя четыре шейных, четырнадцать спинных, три крестцовых и девять хвостовых позвонков, полное левое крыло и две задние конечности. Сохранились остатки мягких тканей, в том числе частичные мембраны крыла, мембрана, прикреплённая к большеберцовой кости, «грива» на шее и волосяной покров задних лап. Beipiaopterus имел размах крыла около 1 метра и длину тела 50 сантиметров, в случае, если череп был пропорционален другим частям тела. Длина шеи равнялась 103 миллиметрам, туловище — 10 сантиметрам, хвост — 37 миллиметрам. В пальце крыла четвёртая, самая крайняя, фаланга отсутствовала; согласно Люй Цзюньчану, это не дефект образца, а нормальное анатомическое строение для птерозавра. 
В 2005 году было опубликовано исследование мембраны крыла с помощью РЭМ, показавшее содержание множества кровеносных сосудов, что указывает на функцию терморегуляции. 
Люй Цзюньчан отнёс птерозавра к семейству ктенохазматид из-за удлинённых шейных позвонков и общей формы плечевой кости. Кладистический анализ 2014 года подтвердил такое размещение, отнеся род Beipiaopterus к подсемейству Ctenochasmatinae.